# ラッセル・ミルズ
ラッセル・ミルズ（Russell Mills、1952 - ）は、イギリスの美術家。

## 経歴
イギリス・ヨークシャー州リポン生まれのアーティストである。ブライアン・イーノ、コクトー・ツインズ、マイケル・ナイマン、デヴィッド・シルヴィアン、ピーター・ガブリエル、ナイン・インチ・ネイルズのレコードジャケットや本の表紙を制作した。
レコーディング・アーティストとしても、デヴィッド・シルヴィアン、イアン・マッカロク、ピーター・ガブリエルなど、多くのミュージシャンとコラボレーションしている。レコーディング・プロジェクトUndarkで3枚のCDをリリースしており、そのうちの1枚はイギリスのアンビエント・レーベルEm:t Recordsからリリースされている。前作「Pearl + Umbra」はBella Unionからリリースされ、非常に高い評価を得ている。
ロイヤル・カレッジ・オブ・アートの客員講師（2012年まで） 、グラスゴー・スクール・オブ・アートの客員教授を務める。